# Рючелен
Рючелен (нем. Rütschelen) — коммуна в Швейцарии, в кантоне Берн.
Входит в состав округа Аарванген. Население составляет 557 человек (на 31 декабря 2006 года). Официальный код — 0340.